# Europawahl in Deutschland 1999
- PDS: 6
- SPD: 33
- Grüne: 7
- CDU: 43
- CSU: 10

- GUE/NGL: 6
- SPE: 33
- G/EFA: 7
- EVP-ED: 53

Die Europawahl in Deutschland 1999 war die fünfte Direktwahl der deutschen Abgeordneten zum Europäischen Parlament. Sie fand im Rahmen der EU-weiten Europawahl 1999 am 13. Juni 1999 statt. Für die 99 Mandate kandidierten 23 Parteien und sonstige politische Vereinigungen.

## Ergebnis

Stimmenstärkste Partei in den Landkreisen

Wahlbeteiligung in den Landkreisen

| Listen                   | Listen                                                      | Stimmen    | %    | Mandate | +/- |
| ------------------------ | ----------------------------------------------------------- | ---------- | ---- | ------- | --- |
|                          | Christlich Demokratische Union Deutschlands                 | 10.628.224 | 39,3 | 43      | +4  |
|                          | Sozialdemokratische Partei Deutschlands                     | 8.307.085  | 30,7 | 33      | –7  |
|                          | Christlich-Soziale Union in Bayern                          | 2.540.007  | 9,4  | 10      | +2  |
|                          | Bündnis 90/Die Grünen                                       | 1.741.494  | 6,4  | 7       | –5  |
|                          | Partei des Demokratischen Sozialismus                       | 1.567.745  | 5,8  | 6       | +6  |
|                          | Freie Demokratische Partei                                  | 820.371    | 3,0  | –       | ±0  |
|                          | Die Republikaner                                            | 461.038    | 1,7  | –       | ±0  |
|                          | Partei Mensch Umwelt Tierschutz                             | 185.186    | 0,7  | –       | Neu |
|                          | Die Grauen – Graue Panther                                  | 112.142    | 0,4  | –       | ±0  |
|                          | Nationaldemokratische Partei Deutschlands                   | 107.662    | 0,4  | –       | ±0  |
|                          | Feministische Partei Die Frauen                             | 100.128    | 0,4  | –       | Neu |
|                          | Ökologisch-Demokratische Partei                             | 100.048    | 0,4  | –       | ±0  |
|                          | Autofahrer- und Bürgerinteressenpartei Deutschlands         | 97.984     | 0,4  | –       | ±0  |
|                          | Partei der Arbeitslosen und Sozial Schwachen                | 71.430     | 0,3  | –       | ±0  |
|                          | Partei Bibeltreuer Christen                                 | 68.732     | 0,3  | –       | ±0  |
|                          | Die Naturgesetz Partei, Aufbruch zu neuem Bewusstsein       | 38.139     | 0,1  | –       | ±0  |
|                          | Automobile – Steuerzahler – Partei                          | 34.029     | 0,1  | –       | Neu |
|                          | Christliche Mitte – Für ein Deutschland nach Gottes Geboten | 30.746     | 0,1  | –       | ±0  |
|                          | Bayernpartei                                                | 14.950     | 0,1  | –       | ±0  |
|                          | Humanistische Partei                                        | 11.505     | 0,0  | –       | Neu |
|                          | Bürgerrechtsbewegung Solidarität                            | 9.431      | 0,0  | –       | ±0  |
|                          | Deutsche Zentrumspartei                                     | 7.080      | 0,0  | –       | Neu |
|                          | Familien-Partei Deutschlands                                | 4.117      | 0,0  | –       | ±0  |
| Gesamt                   | Gesamt                                                      | 27.059.273 | 100  | 99      | –   |
|                          |                                                             |            |      |         |     |
| Ungültige Stimmen        | Ungültige Stimmen                                           | 409.659    | 1,5  |         |     |
| Wähler                   | Wähler                                                      | 27.468.932 | 45,2 |         |     |
| Wahlberechtigte          | Wahlberechtigte                                             | 60.786.904 |      |         |     |
|                          |                                                             |            |      |         |     |
| Quelle: Bundeswahlleiter |                                                             |            |      |         |     |

### Fraktionen im Europäischen Parlament
| Fraktion | Fraktion                                         | Mandate | Partei                             | Partei                                      | Mandate |
| -------- | ------------------------------------------------ | ------- | ---------------------------------- | ------------------------------------------- | ------- |
|          | Fraktion der Europäischen Volkspartei            | 53 / 99 |                                    | Christlich Demokratische Union Deutschlands | 43 / 99 |
|          | Fraktion der Europäischen Volkspartei            | 53 / 99 | Christlich-Soziale Union in Bayern | 10 / 99                                     |         |
|          | Fraktion der Sozialdemokratischen Partei Europas | 33 / 99 |                                    | Sozialdemokratische Partei Deutschlands     | 33 / 99 |
|          | Die Grünen/Europäische Freie Allianz             | 7 / 99  |                                    | Bündnis 90/Die Grünen                       | 7 / 99  |
|          | Die Linke im Europäischen Parlament – GUE/NGL    | 6 / 99  |                                    | Partei des Demokratischen Sozialismus       | 6 / 99  |

### Neue und Alte Bundesländer
| Europawahl in alten BundesländernWahlbeteiligung: 44,5 % (– 14,8 %) %6050403020100 50,832,67,43,31,71,33,1 UnionSPDGrüneFDPREPPDSSonst.Gewinne und Verlusteim Vergleich zu %p 12 10 8 6 4 2 0 −2 −4+10,5−1,3−3,8−0,9−2,5+0,7−2,5UnionSPDGrüneFDPREPPDSSonst. | Europawahl in neuen BundesländernWahlbeteiligung: 47,8 % (– 15,2 %) %50403020100 40,623,623,02,92,21,95,8 CDUSPDPDSGrüneFDPREPSonst.Gewinne und Verlusteim Vergleich zu %p 8 6 4 2 0 −2 −4+7,7−1,7+2,4−2,9−1,4−1,1−3,0CDUSPDPDSGrüneFDPREPSonst. |

### Stimmenanteil der Parteien nach Landkreisen
Die folgenden Karten zeigen, mit welchem Ergebnis die gezeigten Parteien in den einzelnen Landkreisen abgeschnitten haben.

CDU/CSU
SPD
Grüne
PDS
FDP
Republikaner
NPD
ÖDP